# Gewone pofadder
De gewone pofadder (Bitis arietans) is een zeer giftige slang uit de familie adders (Viperidae).

## Naam en indeling
De wetenschappelijke naam van de soort werd voor het eerst voorgesteld door Blasius Merrem in 1820. Oorspronkelijk werd de wetenschappelijke naam Vipera (Echidna) arietans gebruikt. De soort had lange tijd Bitis lachesis als wetenschappelijke naam maar deze naam is verouderd.

### Ondersoorten
De soort wordt verdeeld in twee ondersoorten die onderstaand zijn weergegeven, met de auteur en het verspreidingsgebied.
| Naam                    | Auteur       | Verspreidingsgebied     |
| ----------------------- | ------------ | ----------------------- |
| Bitis arietans arietans | Merrem, 1820 | De rest van het areaal. |
| Bitis arietans somalica | Parker, 1949 | Somalië, Kenia          |

## Uiterlijke kenmerken
De lichaamslengte bedraagt 90 tot 120 centimeter, uitschieters kunnen tot ongeveer 185 cm lang worden. De huidskleur is geelbruin of grijs, met witte strepen over de rug. Sommige exemplaren hebben gele vlekken aan de bovenzijde. Het lichaam is erg plomp, de kop is breed en afgeplat en de snuit is sterk afgerond. Mannetjes hebben een aanmerkelijk langere staart dan vrouwtjes.
De kop is duidelijk te onderscheiden van het lichaam door de aanwezigheid van een insnoering. De ogen hebben een gemiddelde grootte en hebben een verticale pupil. De slang heeft 29 tot 41 rijen sterk gekielde schubben in de lengte op het midden van het lichaam en 124 tot 147 schubben aan de buikzijde. Onder de staart zijn 15 tot 39 staartschubben aanwezig.

## Levenswijze
Deze terrestrische slangen jagen meestal in de avond en 's nachts. Grotere exemplaren kruipen traag in een rechte lijn. Meestal jagen ze vanuit een hinderlaag op kleine zoogdieren, maar ook vogels, reptielen zoals hagedissen en kikkers staan op het menu. Hierbij wordt een relatief grote hoeveelheid gif geïnjecteerd.
De gewone pofadder reageert agressief bij verstoring. Ter verdediging wordt onder een luid sissen het lichaam opgeblazen (vandaar zijn naam). Is zijn belager niet onder de indruk van dit vertoon, dan volgt een snelle uitval en een beet waarbij een levensgevaarlijke dosis gif vrijkomt, die de aanvaller mogelijk niet zal overleven. Het vergif van de slang is zeer sterk en verschillende factoren verergeren de invloed van de slang op de mens, zoals zijn hemotoxische vergif, het grote verspreidingsgebied en een algemeen voorkomen en ten slotte de grootte en bereidheid tot bijten. Hierdoor wordt de slang in Afrika beschouwd als een van de gevaarlijkste slangen.
De vrouwtjes zetten geen eieren af, maar zijn eierlevendbarend, de jongen komen levend ter wereld. Een worp bestaat uit 20 tot 40, bij uitzondering zelfs 154 jongen. Ze zijn bij hun geboorte ongeveer 16 tot 20 centimeter lang.

## Verspreiding en leefgebied
De gewone pofadder komt voor in grote delen van de graslanden en savannes van Afrika en West-Arabië en leeft in de landen Zuid-Afrika, Swaziland, Namibië, Botswana, Zimbabwe, Mozambique, Malawi, Zambia, Angola, Tanzania, Burundi, Rwanda, Oeganda, Kenia, Congo-Kinshasa, Congo-Brazzaville, Gabon, Burkina Faso, Equatoriaal-Guinea, Kameroen, Centraal-Afrikaanse Republiek, Niger, Nigeria, Benin, Togo, Ghana, Ivoorkust, Sierra Leone, Eritrea, Ethiopië, Somalië, Guinea, Guinee-Bissau, Gambia, Senegal, Mauritanië, Westelijke Sahara, Mali, Soedan, Algerije, Marokko, Saoedi-Arabië en Oman. De habitat bestaat uit savannen, steppen, bossen en oases en ook in de buurt van menselijke bebouwing is de soort te vinden.